# Larry Haines
Larry Haines, nato Larry Hecht (Mount Vernon, 3 agosto 1918 – Delray Beach, 17 luglio 2008), è stato un attore statunitense.

## Biografia
Attore attivo soprattutto in televisione, dopo aver preso parte in diversi ruoli televisivi, ha fatto il suo primo film al cinema nel 1968 in La strana coppia. Ha continuato a recitare fino al 1995, anno in cui scelse di ritirarsi dalle scene e passare gli ultimi anni in Florida.
Dopo la morte della prima moglie Gertrude, si risposò con Jean Pearlman ed il matrimonio durò fino alla morte della donna.
Dalla prima moglie, ha avuto una figlia, Debora, morta prima di lui.

## Filmografia parziale

### Cinema
- La strana coppia (The Odd Couple), regia di Gene Saks (1968)
- Squadra speciale (The Seven-Ups), regia di Philip D'Antoni (1973)

### Televisione
- Eye Witness – serie TV, episodio 1x05 (1953)
- The Man Behind the Badge – serie TV, episodio 1x51 (1954)
- The Big Story – serie TV, episodi 4x27-7x43 (1953-1957)
- The Nurses – serie TV, episodio 2x16 (1964)
- Mr. Broadway – serie TV, episodio 1x06 (1964)
- La parola alla difesa (The Defenders) – serie TV, episodi 2x07-4x09 (1962-1964)
- Hawk l'indiano (Hawk) – serie TV, episodi 1x09-1x12 (1966)
- Maude – serie TV, episodi 2x21-4x10 (1974-1975)
- Doc – serie TV, episodio 1x24 (1976)
- Kojak – serie TV, episodio 4x22 (1977)
- Phyl & Mikhy – serie TV, 6 episodi (1980)
- Aspettando il domani (Search for Tomorrow) – soap opera, 5 puntate (1986)
- CBS Summer Playhouse – serie TV, episodio 2x05 (1988)
- Starting from Scratch – serie TV, episodio 1x05 (1988)
- Quando si ama (Loving) – soap opera, 2 puntate (1992-1995)